# Мирко Плајвајс
Мирко Плајвајс (Љубљана, 9. март 1896 –  Марибор, 24. новембар 1979) био је капетан бојног брода ЈВ, који се истакао у априлском рату, гушењем усташке побуне у Цриквеници 10. априла 1941.

## Војна служба
Мирко Плајвајс родио се у Љубљани 9. марта 1896, у породици Карла Плајвајса, бележника из Новог Места. Завршио је Војно-поморску академију у Пули 1915. године и постао морнарички официр. Новембра 1918. придружио се ратној морнарици Краљевине СХС. На дан када су савезници предали аустроугарске ратне бродове новој држави, Мирко Плајвајс је био први командант који је на свом броду „Силни“ развио заставу Краљевине СХС. То је читавог живота сматрао за изузетну част.

### Априлски рат
У априлском рату 1941. као командант Северног сектора поморске одбране са базом у Селцу код Цриквенице спречио је покушај усташа да 10. априла успоставе власт у Цриквеници и преузму војну команду. Том приликом убијен је и познати усташа Петар Кватерник, брат Павелићевог доглавника Славка Кватерника (који ће сутрадан преко Радио Загреба прогласити оснивање НДХ), који је требао да преузме војну и успостави усташку власт.
Дознавши од котарског начелника да су усташе у Цриквеници, Плајвајс је с групом морнара из морнаричке базе Селце извршио напад на њих. Приликом уништења усташке постројбе у Цриквеници, борећи се на страни припадника Краљевске ратне морнарице, погинуо је и Ђуро Хејдин, котарски начелник Цриквенице. Мирко Плајвајс је том приликом лично погубио Петра Кватерника. Сведочанство о томе оставио је генерал Едмунд Глез фон Хорстенау (1882-1946),  немачки војни изасланик код власти новоуспостављене НДХ, сећајући се свога присуства на сахрани Петра Кватерника: „Петар Кватерник је у Цриквеници прогласио хрватску слободу. У близини се нашла једна јединица Ратне морнарице која је остала лојална Југославији. Њен командант (капетан бојног брода Мирко Плајвајс), нажалост бивши аустријски официр ратне морнарице, убио га је испаливши у њега шест метака“ (фон Хорстенау је познавао Петра Кватерника, како у својим сећањима каже, из времена када је овај службовао у Бадену код Беча за аустријску обавјештајну службу).
Два дана након тога, Плајвајс је наредио уништење целокупне војне инфраструктуре на северном Јадрану како не би пала у руке непријатељу. По његовом наређењу дигнуте су у ваздух зграде команде и потопљени секторски бродови у луци Климно на острву Крку - 7 бродова Јадранске пловидбе, 2 пенише са горивом, реморкер Силни, минополагач Малинска и неколико пописних бродова.
Плајвајс се затим са групом морнара на миноловцу „Малинска“ повукао према југоистоку, у нади да ће негде у планинским пределима пронаћи организовани отпор окупатору и прикључити му се. Пошто су допловили близу Обровца, потопили су и „Малинску“ и наставили пешке.
13. априла су код Грачаца заједно са одредом жандара разбили одред усташа и накратко задржали Италијане од Госпића, који су истог дана заузели Грачац и продужили према Книну.
Након окупације, Плајвајс се преко Босне и Хрватске домогао родне Словеније.

### Послератни период
После рата, Мирко Плајвајс се преселио у Марибор, где је написао своје мемоаре. Објавио је књигу „Сломљено сидро“ (Београд, 1978) – приказ Југословенске морнарице од 1918. до 1941. године. Умро је у Марибору, 24. новембра 1979.